# .224 Weatherby Magnum
El .224 Weatherby Magnum es un cartucho deportivo que fue desarrollado en 1963 por Roy Weatherby, después de 10 años de desarrollo. Se trata de un cartucho para armas de fuego y rifles principales.

## Diseño
El diseño del cartucho comenzó hace tiempo, pero su introducción se retrasó, al menos en parte, debido a la falta de disponibilidad de una acción adecuada. Un prototipo denominado .220 Weatherby Rocket, que se basó en el .220 Swift a pesar de que no tuvo éxito y nunca llegó a ser comercializado.